# Takashi Amano
Takashi Amano (Kanagawa, 13 april 1986) is een Japans voetballer.

## Carrière
Takashi Amano tekende in 2004 bij Yokohama F. Marinos.